# Mike Godwin
Pour les articles homonymes, voir Godwin.
Michael Wayne Godwin dit Mike Godwin (né le 26 octobre 1956) est un avocat américain, connu pour avoir énoncé la loi de Godwin.

## Biographie
Docteur en droit de l'Université du Texas en 1990, il a rédigé Cyber Rights: Defending Free Speech in the Digital Age en 1998 (non traduit). Ce livre défend la liberté d'expression au nom du premier amendement de la Constitution américaine.
De 2003 à 2005, Il a été directeur juridique de Public Knowledge, organisation non gouvernementale basée à Washington DC, concernée par la propriété intellectuelle.
Entre octobre 2005 et avril 2007, Mike Godwin a été chercheur à l’Université de Yale dans le projet de la société de l’information et dans le département de la protection de la vie privée, des obligations et des droits dans le projet d'évaluation des technologies de l'information (PORTIA).
Entre juillet 2007 et octobre 2010, il est employé comme directeur juridique et coordonnateur juridique par la Wikimedia Foundation.
Dans un entretien avec le New York Times, il déclare avoir corrigé sa propre page sur Wikipédia en déclarant « J'ai supprimé les informations factuellement incorrectes. Qui pourrait contester que nous étions mieux ? » Il reconnaît également que « la peur de la diffamation sur Internet est très forte » ainsi que « (...) Nous allons vivre cette panique sociale pendant un petit moment ».
En 2019, dans un entretien au Monde, Mike Godwin déplore le « backlash » (retour de bâton) actuel contre les entreprises technologiques. Il analyse cette inquiétude liée à l'évolution de l'accès à l'information « Il y a vingt ans, la tolérance envers la multiplicité des points de vue, et même envers les informations fausses, était élevée : on pensait que, dans une société ouverte, la vérité finirait par émerger ».
Il soutient « l'idée d’imposer aux intermédiaires comme Facebook ou Google des obligations fiduciaires dans la circulation des informations » afin de regagner la confiance des utilisateurs.

## La loi de Godwin
Mike Godwin a énoncé en 1990 la loi qui porte son nom : « Plus une discussion en ligne s'éternise, plus la probabilité d'y trouver une comparaison impliquant les nazis ou Hitler s'approche de 1. »
En 2017, à la suite de la Manifestation Unite the Right de 2017, il invite à désigner les néo-nazis comme tels.